# Mont Velàn (masyw)

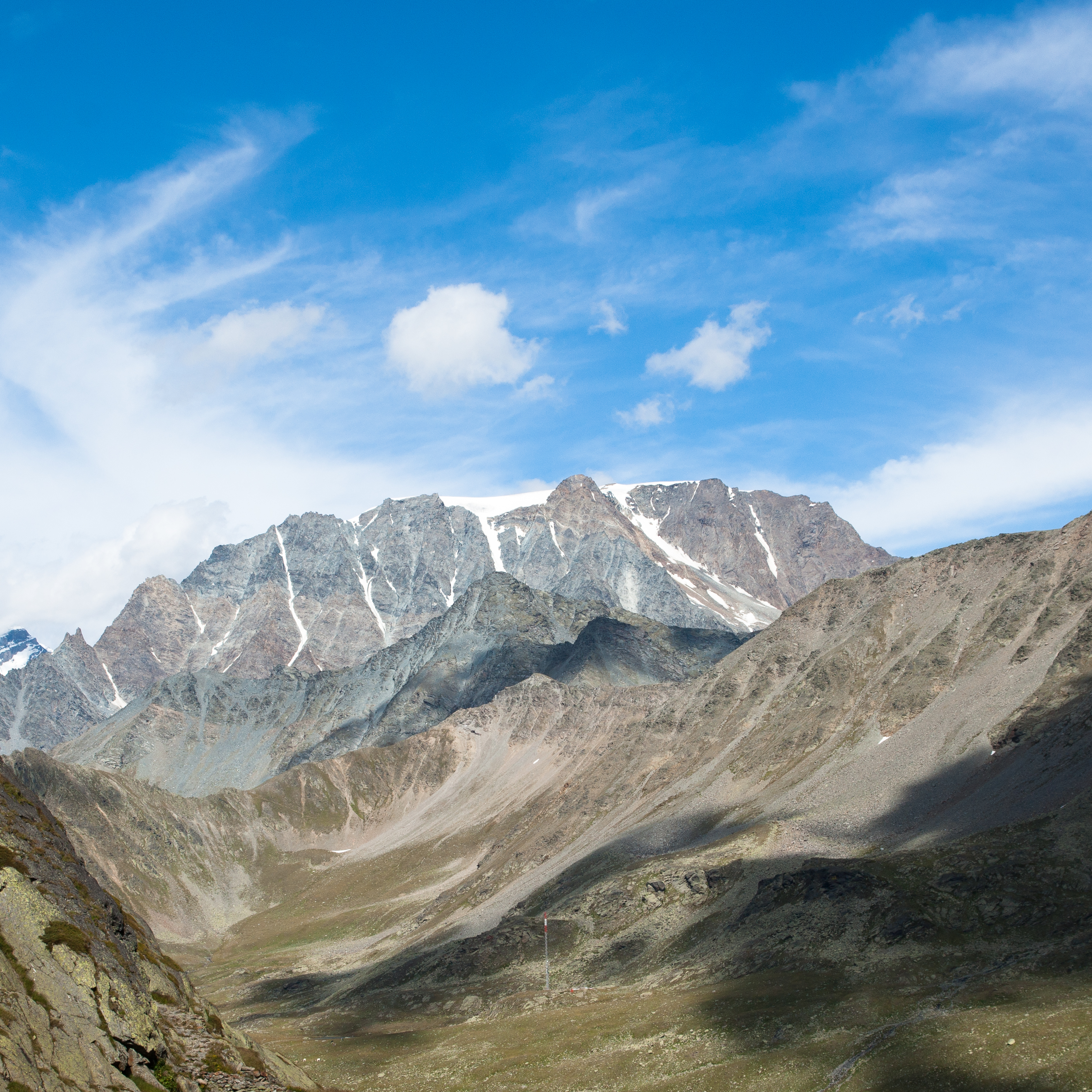
Widok na masyw z Wielkiej Przełęczy Św. Bernarda

Mont Velàn (wł. Monte Velàn) – masyw w grzbiecie głównym Alp Pennińskich. Znajduje się na granicy między Szwajcarią (kanton Valais) a Włochami (region Dolina Aosty). Od zachodu graniczy przez Wielką Przełęcz Św. Bernarda (2469 m) z masywem Grand Golliat, a na wschód, przez przełęcz Col de Valsorey (3106 m), z masywem Grand Combin. Z leżącego w głównym grzbiecie szczytu Corni del Velàn (3621 m) odchodzi na południe boczny grzbiet rozdzielający doliny Valle del Gran San Bernardo i Valle di Ollomont. Na północ od masywu znajduje się dolina Val d’Entremont. Najwyższym szczytem jest Mont Velàn (3727 m).
Od północy zbocza masywu przykrywają duże lodowce Glacier de Valsorey i Glacier de Tseudet. Do doliny Valle di Ollomont masyw opada stromymi ścianami. O strony Valle del Gran San Bernardo znajduje się mały lodowiec Velàn.
Inne ważniejsze szczyty:
- Testa Grisa (3060 m)
- Petit Velàn (3222 m)
- Aiguille du Velàn (3634 m)
- Pointe du Capucin (3396 m)
- Mount Cordine (3329 m)
- Mont de la Gouille (3212 m)
- Punta Sallaoussa (3328 m)
- Monte Chenaille (3144 m)[5]